# La Ville de la miséricorde
La Ville de la miséricorde (A Town Called Mercy) est le troisième épisode de la septième saison de la deuxième série de la série télévisée britannique de science-fiction Doctor Who, diffusé sur BBC One le 15 septembre 2012.

## Accroche
Une histoire de guerre, de trahison et de vengeance, qui converge vers une petite ville du Far-West — une ville en état de siège. Venant de l'autre côté de la frontière, apparaît dans la brume de chaleur du désert un tueur pas tout à fait humain. Le Docteur se trouve non seulement sous les feux croisés d'un très ancien conflit (un cyborg tueur et un fugitif extra-terrestre) mais aussi face à un dilemme moral. De quel côté doit-il se mettre ? Qui est réellement la victime ici ? Cette fois-ci, pourtant, le Docteur ne semble pas faire attention. Le Seigneur du Temps a-t-il été seul trop longtemps ? Est-ce que ses longues journées de voyage entre ses aventures avec les Ponds ont laissé leur empreinte ? Parce que pour une rare fois dans sa longue vie, le Docteur prend une arme.

## Distribution
- Matt Smith : Onzième Docteur
- Karen Gillan : Amy Pond
- Arthur Darvill : Rory Williams
- Ben Browder : Isaac
- Adrian Scarborough : Kahler Jex
- Dominic Kemp : Kahler Mas
- Rob Cavazos : Walter
- Joanne McQuinn : Sadie
- Andrew Brooke : Le Pistolero (Kahler Tek)
- Garrick Hagon : Abraham
- Byrd Wilkins : Révérend
- Sean Benedict : Dockery

### Version française
- Version française - Dubbing Brothers
- Adaptation - Olivier Lips et Rodolph Freytt
- Direction artistique - David Macaluso
- Mixage - Marc Lacroix

Avec les voix de
- Marc Weiss - Le Docteur
- Xavier Elsen - Rory Williams
- Audrey d'Hulstère - Amy Pond
- Bruno Georis - Jex
- Yves Degen - Abraham
- Martin Spinhayer - Isaac
- Didier Colfs - Walter
- Claudio Dos Santos - Révérend
- Valérie Lemaître - Ordinateur

## Résumé
Un humanoïde extra-terrestre est poursuivi dans le désert par un cyborg qu'il supplie de l'épargner avant de l'attaquer pour être finalement mortellement blessé par lui. Il lui demande s'il est le dernier mais le cyborg dit qu'il y en a encore un: "Le Docteur".
Le Docteur et les Ponds arrivent dans une ville du far-west appelée Mercy qui est étrangement entourée d'une frontière faite de pierres et de morceaux de bois et est équipée, dix ans avant son invention, de l'éclairage électrique. Ils entrent dans le saloon et quand le Docteur se présente les habitants deviennent furieux, particulièrement après qu'ils lui ont fait admettre qu'il est un extra-terrestre. Les habitants s'emparent du Docteur et de ses compagnons et le traînent hors de la ville, le jetant hors du cercle pour "lui", tandis qu'une sombre silhouette s'approche. Le trio est sauvé par le shérif Isaac qui indique que ce Docteur n'est pas le Docteur que l'étranger veut.
Dans le bureau du shérif, Isaac explique que l'étranger, qu'ils appellent le Pistolero (en anglais "le Gunslinger"), est arrivé il y a trois semaines pour exiger que les gens lui livrent "Le Docteur". Il a établi un cercle autour de la ville et a empêché quiconque de partir, tout en empêchant tout ravitaillement ou renfort d'entrer dans la ville. À ce rythme, les habitants mourront de faim à moins que quelque chose puisse être fait. Le Docteur demande à Isaac où "Le Docteur" que veut le Pistolero se trouve, puisque tous les gens de la ville le savent mais ne veulent pas le livrer. L'extra-terrestre s'avère être dans la prison et dit qu'il vaut mieux que l'étranger sache ce qui se passe. Son nom est Kahler Jex et s'est écrasé sur Terre il y a quelques années et a été secouru par les habitants de Mercy qui l'ont sorti de l'épave de son vaisseau. Depuis lors il est devenu le médecin de la ville; il a sauvé les gens d'une épidémie de choléra et a utilisé les restes de son vaisseau pour donner l'électricité à la ville. Le Docteur veut savoir ce que Jex a fait pour faire l'objet de la fureur du Pistolero mais Isaac le défend en disant que Mercy est un endroit pour les secondes chances et que les gens de la ville l'ont adopté.
Le Docteur décide d'utiliser le TARDIS pour emmener Jex hors de la Terre et Rory, Isaac et lui-même se séparent pour distraire le Pistolero avec Isaac habillé de la veste et du chapeau de Jex. Cependant, au lieu d'aller vers le TARDIS, le Docteur se lance à la recherche du vaisseau de Jex qui n'est pas aussi endommagé que ce dernier l'a prétendu. Désarmant ses défenses, il atteint le poste de pilotage, et découvre pour sa plus grande horreur que Jex, avec d'autres membres de son espèce, a réalisé des expérimentations sur son propre peuple.
Pendant ce temps là en ville, un Jex très nerveux prend Amy en otage afin de fuir; il sait que le programme du Pistolero ne lui permettra pas de blesser des civils sauf dans des circonstances extrêmes. Il est arrêté par Rory et Isaac qui sont revenus en ville. Pendant ce temps au vaisseau le Docteur se retrouve face au Pistolero qui était le résultat d'une des expériences de Jex. Le Docteur déclare qu'il comprend ce qui a été fait au cyborg et l'implore d'épargner la ville et de mettre Jex en jugement. Le cyborg refuse et explique la raison qu'il n'est pas entré en ville pour aller chercher Jex parce qu'il ne veut pas blesser des gens innocents qui pourraient se trouver en dehors du chemin. Il donne un ultimatum au Docteur: lui envoyer Jex ou la prochaine personne qui essaiera de quitter la ville sera abattue.
Un Docteur en colère retourne en ville et révèle aux Ponds et à Isaac l'étendue des crimes de l'extra-terrestre; que lui et une équipe de scientifiques ont réalisé des expériences sur des volontaires; sous le prétexte d'un entraînement militaire spécial ils les ont soit tués soit transformés en des armes cyborg comme le Pistolero. Kahler Jex défend ses actions; sa planète était décimée par une guerre et les scientifiques ont reçu l'ordre de créer une arme pour y mettre fin. Ils l'ont fait et les cyborgs ont vaincu l'ennemi en une semaine avant d'être mis hors service. Cependant le Pistolero a été endommagé pendant les combats, ce qui a détruit une partie de son programme et a mené à la réapparition de sa personnalité originale. Horrifié et furieux de ce qui lui a été fait, il s'est évadé et a poursuivi l'équipe qui l'a transformé en monstre et Kahler Jex est le dernier de sa liste.
Le Docteur tire Jex hors du cercle et le lance par-dessus en le menaçant d'une arme pour l'y maintenir tandis que le Pistolero s'approche. Amy tente de convaincre le Docteur en lui disant qu'il se montrer un homme meilleur que Jex et que le tuer ne vengera pas ce qui sont morts, à cause de la miséricorde du Docteur. Le Pistolero apparaît derrière Jex et le scientifique appelle la créature par son véritable nom, Tek, et plaide en affirmant qu'il est devenu un homme nouveau. Le cyborg refuse d'accepter cela et tire mais c'est Isaac qui reçoit le tir à la place de son ami, à la plus grande horreur du Docteur et du cyborg. Dans son dernier souffle Isaac fait du Docteur le shérif et lui dit de protéger la ville et ses habitants. Le Docteur demande aux citoyens de ramener Jex à sa cellule tandis qu'il se retrouve face au cyborg qui dit qu'ils ont jusqu'à midi le lendemain pour lui remettre Jex ou il tuera tout le monde en ville.
Dans son bureau le Docteur et Jex débattent de la culpabilité du scientifique après que le Docteur a repoussé la foule qui voulait livrer l'extra-terrestre. Le scientifique dit au Docteur que son problème est qu'il est étonné à quel point quelqu'un peut accomplir des actes si horribles et en ressentir des remords. Le Docteur a une idée.
Le Pistolero arrive le lendemain et les gens de la ville se réfugient dans l'Église tandis que le Docteur qui l'attendait et lui se retrouvent face à face. Le Docteur désoriente momentanément Tek en utilisant son tournevis sonique pour provoquer un bruit strident avant de s'enfuir. Le Docteur et quelques volontaires portent le même tatouage que Jex afin de troubler le cyborg, qui utilise un système de reconnaissance faciale. Le plan fonctionne jusqu'à ce que le cyborg parvienne à observer un des hommes clairement et comprenne qu'il a été dupé. Pendant ce temps Jex s'échappe vers son vaisseau mais est déchiré par l'inquiétude pour les gens qui l'ont aidé.
Révélant qu'il a développé un contrôle complet de son état, le Pistolero désengage son système de visée automatique et recherche sa cible par d'autres moyens. Il entre dans l'église où les habitants de la ville se dissimulent. En dépit de sa menace originelle, le cyborg s'avère incapable de tuer des civils et repart. Le Docteur est découvert par le cyborg et explique que Jex a fui la planète de sorte que les deux extra-terrestres puissent continuer leur vendetta sans menacer les gens de Mercy. Jex, cependant, n'est pas parti et utilise son vaisseau pour communiquer avec sa créature, lui demandant quelle est sa vie et ce qu'il fera après avoir accompli sa vengeance. L'être en colère exige que Jex l'affronte afin qu'il puisse le remercier de ne jamais pouvoir retourner chez lui parce qu'il serait considéré comme un monstre. Jex s'excuse encore en disant qu'il doit mettre fin à cette vendetta pour eux deux et il se tue avec le système d'auto-destruction du vaisseau.
Tek, choqué, se prépare à partir et refuse l'offre du Docteur de le ramener chez lui ; il est une arme sans finalité et il va partir dans le désert pour s'autodétruire. Le Docteur lui dit qu'il peut avoir un but hors de la guerre et convainc le Pistolero de rester et devenir le protecteur de Mercy.

## Continuité
- C'est la seconde fois que le Docteur visite le Far West de la fin du XIXème siècle, après The Gunfighters.
- Le Docteur mentionne les victimes du Maître et des Daleks.
- Lorsque le "Pistolero" analyse le Docteur, on remarque deux fréquences cardiaques qui ne sont autre que ses deux cœurs.

## Production

### Scénarisation
L'idée de ce début de saison 7 était d'avoir des épisodes très différents au cours de la première partie de saison qui ressemblent tous les 5 à autant de petits blockbusters. Le showrunner Steven Moffat suggéra donc au scénariste Toby Whithouse l'idée d'un western avec pour intrigue générale une petite ville terrorisée par un robot. Toby Whithouse avait écrit précédemment pour Doctor Who les scripts des épisodes « L'École des retrouvailles », « Les Vampires de Venise » et « Le Complexe divin ».
Le western était un genre pour lequel il n'avait jamais écrit auparavant et selon l'intéressé lui-même, il a adoré le faire. Les autres scénaristes lui ont d'ailleurs conseillé de ne pas regarder l'épisode « The Gunfighters » avant d'écrire son épisode, ceux-ci considérant qu'il est loin d'être un "joyaux." Whithouse se sentit d'ailleurs obligé de rajouter dans son scénario un certain nombre de clichés comme le Docteur chevauchant un cheval ou bien un duel au pistolet. Il expliqua que la scène la plus dure à écrire fut celle où le Docteur utilise un pistolet, ce qui semblait ne pas convenir à la nature pacifique du personnage.
Whithouse a voulu que le cyborg qui terrorise la ville ne soit pas bidimensionnel et qu'il ait aussi ses motivations, ce qui demandait à ce qu'il ait une "conscience" plutôt que d'être un simple automate sans âme. Il trouvait que son personnage devait plutôt rappeler le monstre de Frankenstein.

### Casting
C'est Matt Smith qui a insisté pour avoir comme guest-stars Ben Browder et Adrian Scarborough en disant que Browder ferait un grand cowboy. Ben Browder était assez connu pour avoir été le héros d'une autre série de science-fiction culte Farscape quelques années avant de rejoindre le casting de Stargate SG-1. Browder fut assez content qu'on lui propose le rôle : il connaissait Doctor Who parce que son fils regardait la série et mourait d'envie de faire du western. Toby Whithouse était assez enthousiaste à l'idée que Browder joue ce personnage.

### Tournage

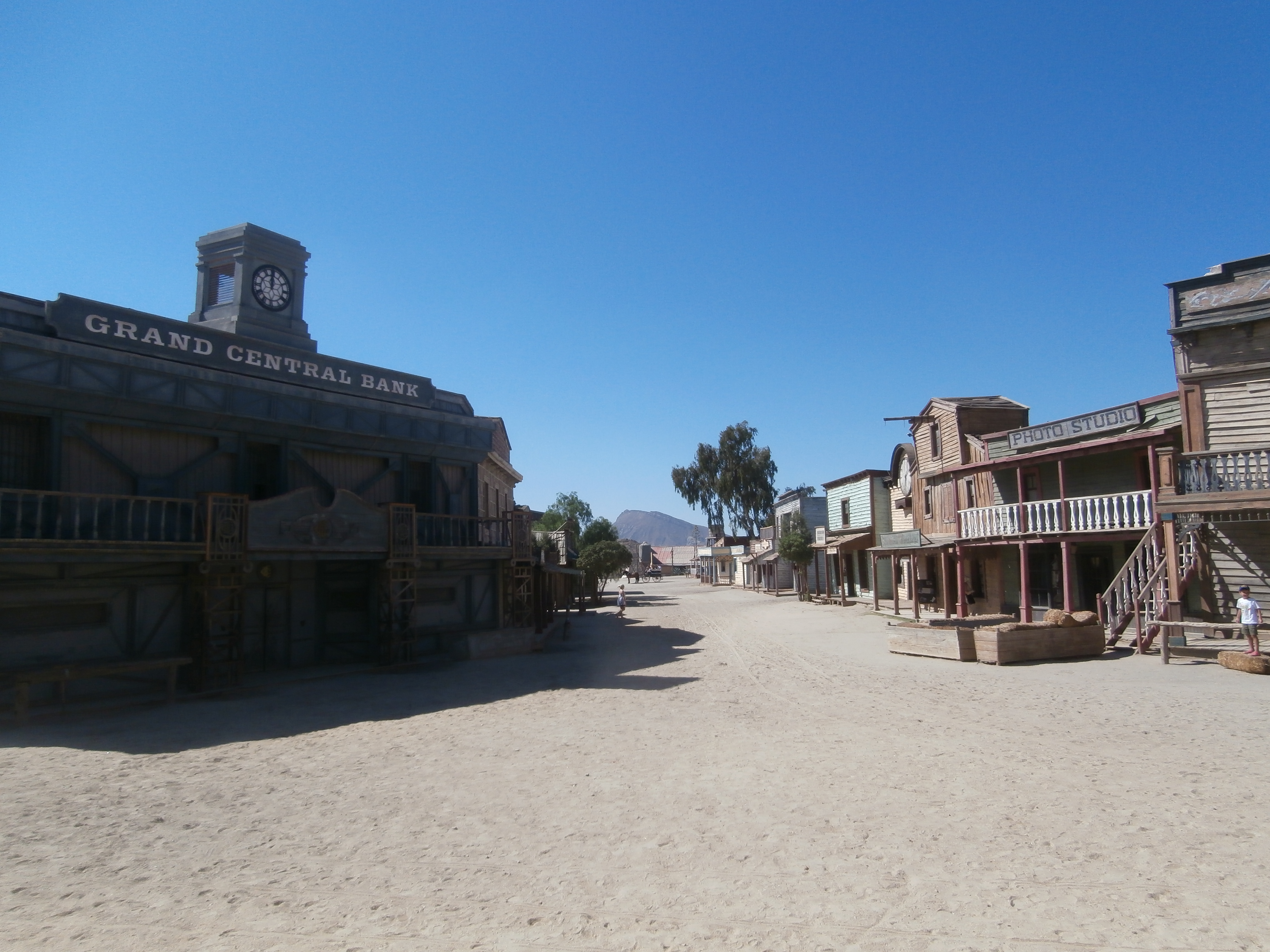
Le parc de Texas Hollywood où une grande partie de l'épisode a été tournée.

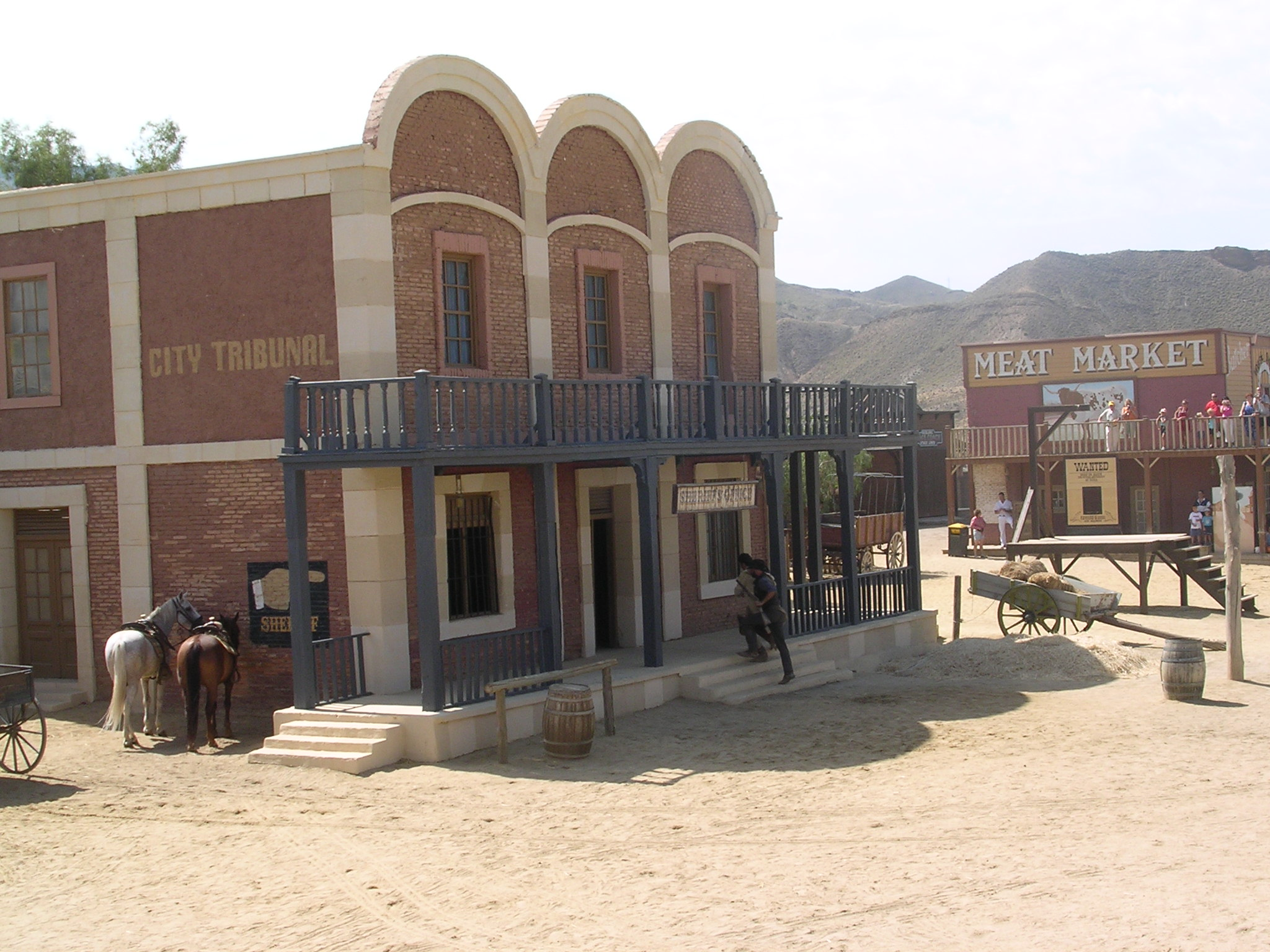
The bureau du shérif à Mini Hollywood a également été utilisé

« La Ville de la miséricorde » ainsi que l'épisode précédent « Des dinosaures dans l’espace » furent les deux premiers produits pour la 7e saison et ce sont les premières réalisation de Saul Metzstein pour "Doctor Who". L'essentiel de cet épisode au far-west a été tourné dans la région désertique d'Almería, en Espagne, où des studios ont construit des décors de cinéma dans le style western, où plus de 100 films ont été tournés, tels que Pour une poignée de dollars. Tourner l'épisode en Espagne était moins cher que construire un décor au Royaume-Uni,. Steven Moffat a déclaré, « Nous savions depuis le départ que nous avions un copieux plan de tournage en décor pour cet épisode, et étant donné que nous étions dans un décor Américain emblématique, il n'y avait qu'un seul endroit où tourner: l'Espagne ». Le tournage s'est déroulé du 8 mars au 17 mars 2012. Le tournage a eu lieu à Oasys/Mini Hollywood, et Fort Bravo/Texas Hollywood,. Bien que Smith ait été autorisé à essayer de monter un cheval, la plupart de ses scènes équestres ont été réalisées par un cascadeur.
Il fallait trois heures et demie pour appliquer le maquillage d'Andrew Brooke et à cause de l'ajout de son œil cybernétique factice, il dut jouer en étant borgne de l'œil droit.
Le compositeur Murray Gold s'est inspiré de bandes originales de style Western en créant la musique de l'épisode.

## Thématique
« "I think one can find a take-home religious message in the church scene. What saves lives is not frantic prayers in the midst of a terrifying crisis. It is the teaching of people to value lives consistently on a day to day basis. When that is done, even a war-scarred vengeance-seeker may avoid taking innocent lives. When such things are ignored, then even without a cyborg in our midst we will destroy one another in a scramble to save ourselves and ensure our own safety." »
— James F. McGrath sur le message moral de l'épisode., 

« "Je pense qu'on peut trouver un message religieux lors de la scène de l'église. Ce qui sauve des vies ça n'est pas de prier frénétiquement alors qu'une crise arrive. Il s'agit plutôt d'éduquer les gens aux valeurs de la vie jour après jour. Lorsque c'est fait, même un homme blessé par la guerre et ivre de vengeance épargne la vie des innocents. Même sans avoir un cyborg à nos trousses, oublier de telles choses peut nous pousser à nous détruire les uns les autres dans une tentative de se sauver soit-même." »
— 
James F. McGrath du blog Chrétien Patheos trouve que "La Ville de la miséricorde" a des thèmes religieux forts et une moralité. Il explique que l'épisode parle "de la miséricorde, du pardon, des crimes de guerre, de la vengeance et de la justice." Il a son interprétation du passage où Amy explique au Docteur que ses agissements sont le résultat d'une solitude trop longue : "lorsque l'on perd le contact avec les autres êtres humains, on peut commencer à juger de la miséricorde, de la justice et du destin des autres personnes de façon totalement indifférente et impersonnelles." McGrath a aussi trouvé un message religieux vers la fin de l'épisode lorsque les habitants de la ville sont terrés dans l'église pendant que le Pistolero et le Docteur se font face, trouvant que ce passage rappelle l'importance de la vie humaine.
Gavin Fuller du Daily Telegraph explique que la forme du western permet à "Toby Whithouse d'écrire un conte moral puissant, où les apparences ne sont pas celles qu'on croit et explore les thématiques de la moralité, de l'éthique, de la conscience et de la justice." Keith Phipps du site "The A.V. Club" dénote que "le combat éternel entre l'ordre et le chaos" est une thématique récurrente des westerns et l'épisode est pose la question de ce qui doit prédominer "une vengeance impitoyable ou une justice civilisée ?" Ian Berriman du magazine SFX interprète la frontière autour de la ville comme une métaphore du Docteur, sans cesse en train de "franchir la limite" et de briser son propre code de moralité. Il ramène cela aux autres hésitations du Docteur tentant de négocier avec ses propres valeurs, comme le 4e Docteur(Tom Baker) dans « Genesis of the Daleks » (1975) et le 5e Docteur (Peter Davison) dans '« 'Resurrection of the Daleks » (1984). De plus, de nombreux critiques constatèrent que l'épisode était sous forme de "nuances de gris" plutôt que dans l'opposition Noir Vs Blanc typique de la série,.

## Diffusion et réception
« La Ville de la miséricorde » fut diffusée le 15 septembre 2012, en Angleterre sur la chaîne BBC One et aux USA sur BBC America. L'épisode fut regardé par près de 6,6 millions de téléspectateurs, ce qui en fit le 3e programme le plus regardé de la journée en Angleterre et le programme le plus regardé le lendemain sur le iPlayer de la BBC. Au mois de Septembre, l'épisode sera demandé près de 1,4 million de fois, derrière les deux premiers épisodes de la saison.
Finalement, l'audience totale de cet épisode sera de 8,42 millions, lui permettant de battre « L’Asile des Daleks » en termes d'épisode le plus regardé de la saison.
L'épisode reçut une note d'appréciation de 85 ce qui le considère comme "excellent".

### Critique
L'épisode est plutôt bien reçu par la critique. Matt Risely d'IGN donne une note de 8.5 à l'épisode et trouve que Metzeir et Whithouse ont trouvé la tonalité parfaite pour mettre en valeur les incertitudes morales du Docteur. Dan Martin du The Guardian décrit un épisode centré autour d'un « dilemme moral complexe aux dialogues aiguisés » et Keith Philips du « AVH Club » donne un AB+ à l'épisode dont il loue les discussions morales.
Si la prestation morale de Karen Gillian fut louée par Dan Martin, Brian Fuller du Telegraph et Morgan Jeffrey de Digital Spy reprochent le manque de rôle donnés à Amy et Rory lors de cet épisode, même si Jeffrey loue le rôle de Ben Browder qui donne un caractère américain à cet épisode « qu'aucun acteur anglais n'aurait pu donner ». Certains critiques, comme Neela Debnath de The Independent approuvent le retournement de situation qui fait de Kahler-Jex le « méchant » de l'épisode, même si Steven Cooper du magazine Slant reproche que le suicide de Jex laisse sa dispute avec le Docteur irrésolue. Charlie Jane Anders du magazine Io9 trouve que la décision du Docteur de laisser Jex mourir va à l'encontre du personnage et se demande comment les armes télécommandées du Pistolero ne peuvent toucher Jex sans toucher les habitants de la ville. De plus, elle estime que l'épisode est plus proche d'un épisode de Star Trek : Deep Space Nine dans le Far West que d'un épisode de Doctor Who.
Dans l'ensemble les critiques plus nuancées comme celle de Ian Berriman de SFX et celle de Patrick Mulkern du Radio Times, basent leur déceptions sur l'attitude des personnages comme le Pistolero, qui change couramment d'avis sur l'utilisation des citadins comme otage et ne se décide pas à faire sortir Jex de la ville avant de la tuer. Idem pour le Docteur qui aurait pu simplement l'emmener dans le TARDIS. Dans sa rubrique « You Know Who »" The Last Angry Geek donne 3 TARDIS sur 5 à cet épisode, estimant l'épisode bon, mais rempli d'incohérences et de passages frustrant (le manque de rôle accordé à Rory, la mort du personnage d'Abraham au milieu de l'épisode, etc.)